# Hinduizm maracki
Hinduizm maracki (Maharasztradharma) – religia hinduistyczna w odmianie popularnej w środkowo-zachodnich Indiach. Składają się na nią dawne lub współczesne
wierzenia religijne hinduizmu charakterystyczne dla regionu marathijęzycznego i ludności marackiej.

## Tradycje hinduizmu marackiego
Najpopularniejsze tradycje religijne hinduizmu marackiego to:
- warkarisampradaja (warkari, sagunabhakti)
- dattasampradaja
- mahanubhawasampradaja (mahanubhawapanthi)[2]

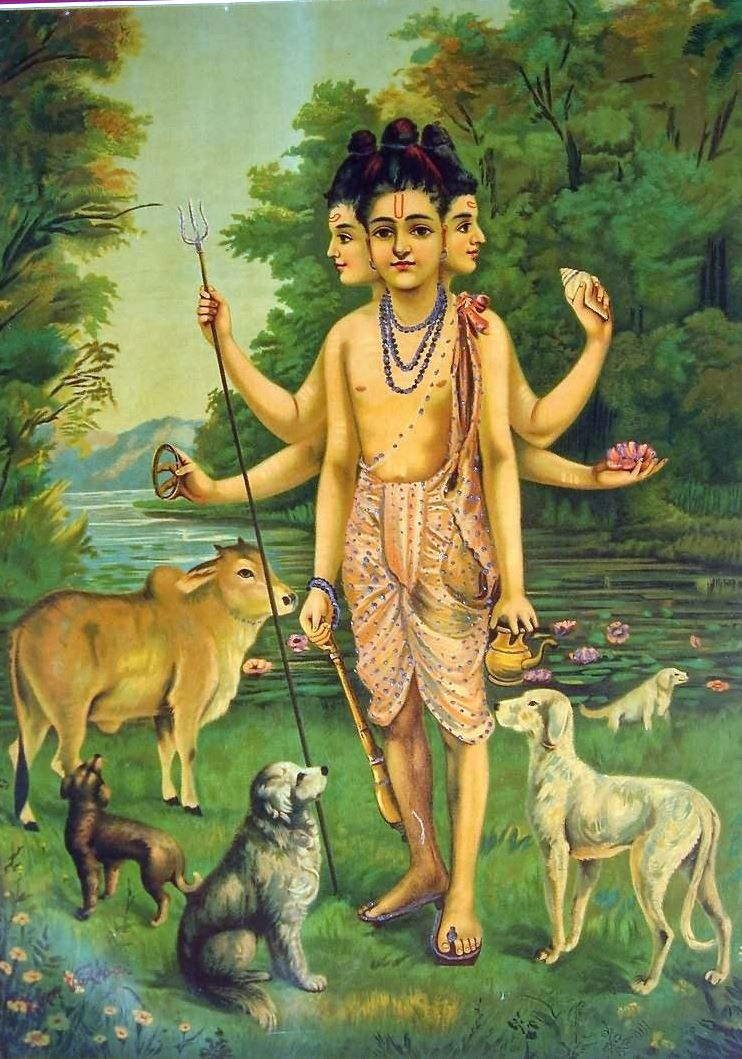
Warmadattatreja

- nawnathsampradaja (nathowie)
- ganapatisampradaja (ganapatjowie)
- Chinmaya Mission

## Najpopularniejsze bóstwa
- Withoba
- Khandoba – popularny lokalnie kuladewata
- Ganeśa
- Dattatreja
- Śiwa

## Święci hinduizmu marackiego

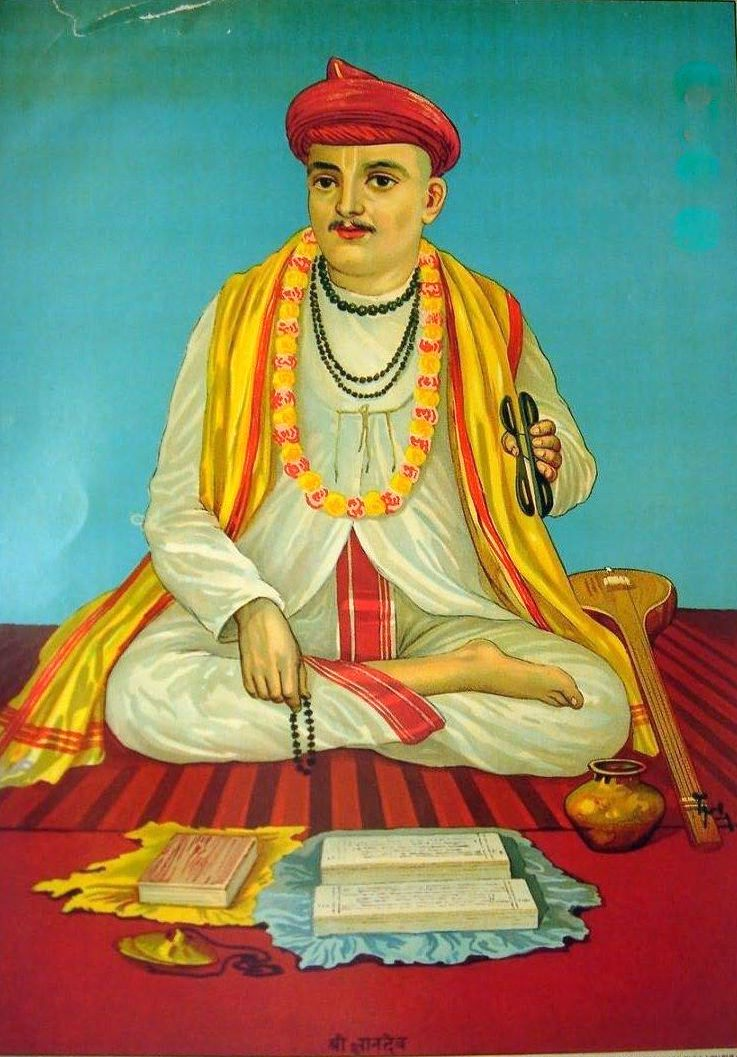
Dźńjaneśwar

### Warkarisampradaja
- Dźńjanadew (Dźńjaneśwar)
- Namdew
- Dźanabai
- Eknath
- Tukaram

### Nawnathsampradaja

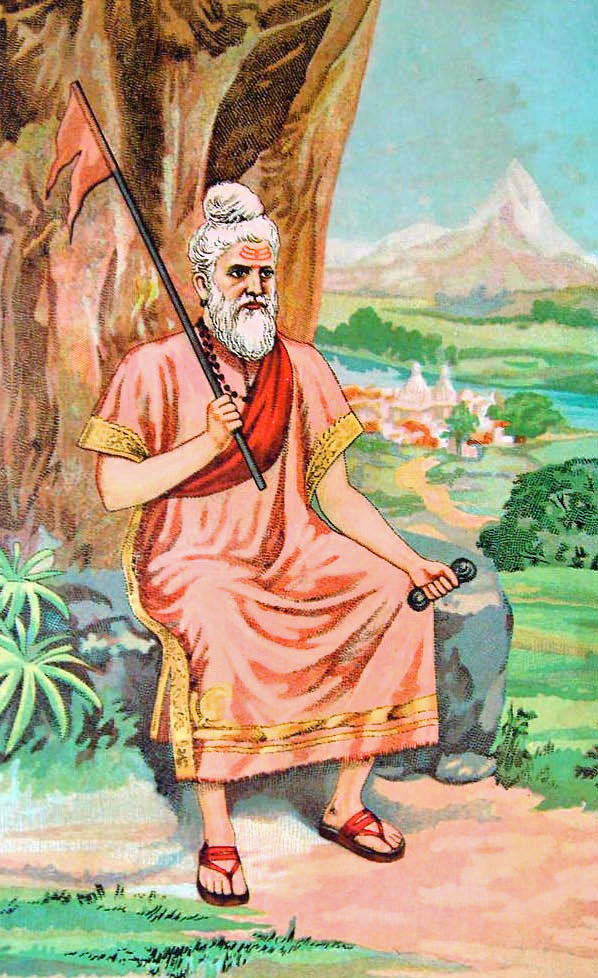
Morya Gosavi

- Dattatreja
- Bhausaheb Maharaj (1843–1914)
- Sri Siddharameshwar (1888–1936)
- Nisargadatta Maharaj (1897–1981)
- Sri Ranjit Maharaj (1913–2000)
- Gagangiri Maharaj (–2008)

### Ganapatisampradaja
- Morya Gosavi (Marathi: मोरया गोसावी, Morayā Gosāvi, też Moraya Gosavi, Moroba Gosavi)

### Dattasampradaja
- Śri Ćakradhar Swami (Cakradharsvami)
- Śri Narasimha Saraswati[3]
- Atmaram Paramahamsa[4]
- Gadźanan Maharadź
- Samarth Ramdas
- Ćhokhamela
- Sant Sena Maharadź
- Sai Baba z Shirdi
- Swami Samarth Maharaj z Akalkot

### Haridźanowie
Święci społeczności pozakastowych Maharasztry:
- Savata Mali
- Sant Banka Mahar
- Sant Bhagu
- Sant Damaji panth
- Sant Kanhopatra
- Sant Karmamelam
- Sant Nirmala
- Sant Sadna
- Sant Sakhuba,
- Sant Satyakam Jabali
- Sant Soyarabai

### Chinmaya Mission
- Swami Chinmayananda

### Nurt ramaicki
- Ramadasa (1608-1681)[5]

## Świątynie hinduizmu marackiego
Typowy maracki mandir posiada:
1. ghaty, jeśli świątynia ulokowana jest nad rzeką
2. zewnętrzny mur okalający
3. wejście na teren kompleksu świątyni zlokalizowane po prawej stronie
4. wewnętrzną trasę pradaksziny do okrążania kompleksu
5. figurę wahany patrona świątyni
6. pawilon – drewnianą (sabha)mandapę z filarami
7. rytualny zbiornik na lewo od mandapy
8. stojak lamp wotywnych (dipmala, dipawryksza, dipstambha) na prawo od mandapy
9. przedsionek antartala właściwej świątyni
10. garbhagryha zwieńczona śikharą[6]

### Ganapatisampradaja
- Osiem świątyn Asztawinajak:

1. Morgaon – Mayureshwar lub Moreshwar Temple
2. Siddhatek – Siddhi Vinayak Temple
3. Pali – Ballaleshwar Temple
4. Mahad – Varad Vinayak Temple
5. Theur – Shri Chintamani Temple
6. Lenyadri – Girijatmaj Temple
7. Ozar – Vighnahar Temple
8. Ranjangaon – Mahaganapati Temple

- Ambejogai
- Wai, dystr. Satara[7]
- Ganapatipule, dystr. Ratnagiri[8]
- Trishund Ganapati Temple w Punie (+ adepci hathajogi i mantraśakti)[9][10],

### Dattasampradaja
- Raj Math i Krsna Mandir  – Rithpur w tahsili Morsi[11]
- Audumbar Datta Temple w Sangli[12]
- Gajanan Maharaj Sansthan w Shegaon

### Świątynie śiwaickie
- Ramling Temple – dyst. Sangli
- Baan Ganga Temple, Walkeshwar Temple – Walkeshwar w Bombaju[13]
- Świątynia Śiwy w Balsane, dystr. Dhule
- Świątynia Śiwy w Ambarnath w pobliżu Bombaju

#### Świątynie posiagającedźjotirlingamy
1. Trimbak Jyotirlinga Temple – Trimbak

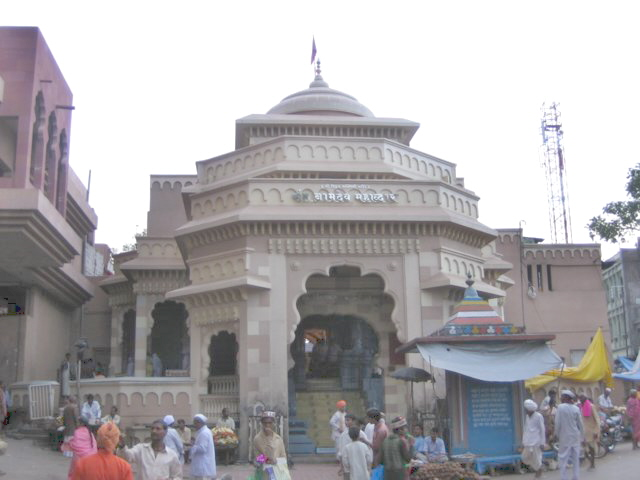
Świątynia Withoby w Pandharpur

2. Ghushneshwar Jyotirlinga Temple
3. Bhimashankar Jyotirlinga Temple
4. Aundhya Nagnath JyotirlingaTemple

### Warkarisampradaja
- Świątynia Withoby w Pandharpur
- Świątynia Dźńjaneśwara w Alandi (w tym świątynia mahasamadhi Dźńjaneśwara)

### Świątynie wisznuickie
- Parśuram kszetra
- Belbaug Temple w Punie (Lakszmi + Narajana)

### Świątynie bóstw żeńskich
- Ambabai mandir – Kolhapur
- Świątynia Mahalakszmi nad rzeką Kryszna w Wai
- Świątynia Parwati Asztabhudźa w Punie[14]
- Świątynia Rukmini w Nagpurze (Kelibaug Rd., Old Mahal)
- Świątynia Bhawani w Tuljapurze

### Świątynie pańćajatany
- Govindeśwar Temple w Sinnar (Śiwy oraz 4 pomniejsze wokół), dystrykt Nashik

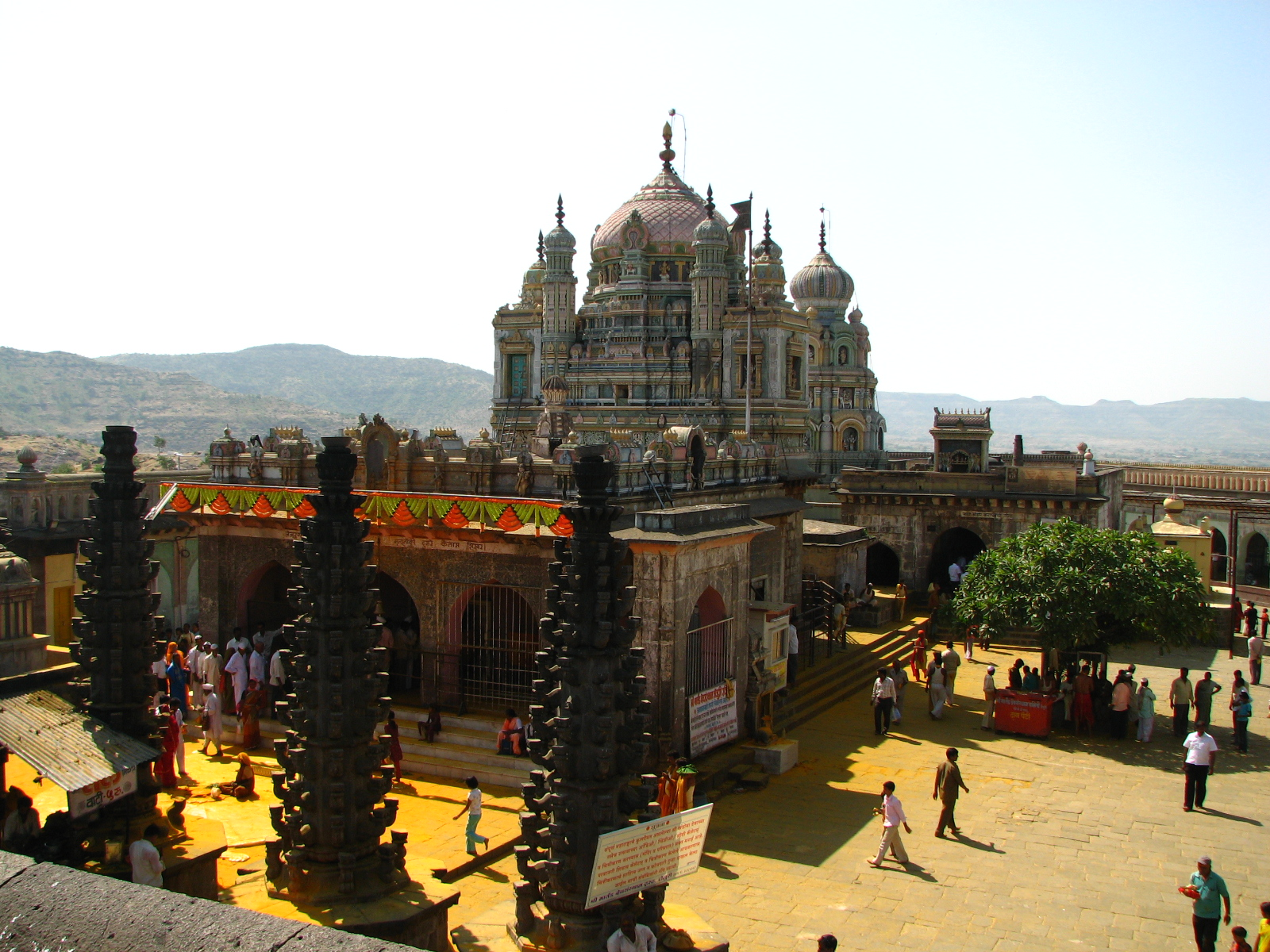
Świątynia Khandoby w Jejuri

### Świątynie Khandoby
- Świątynia Khandoby w Jejuri
- Pali – Rajapur
- Naldurg, dystr. Osmanabad,
- Nimgaon Dawadi, dystr. Pune[15]
- Shegud – dystr. Ahmednagar
- Satare – dystr. Aurangabad

### Inne
Changdeo Temple – Changdeo w dystr. Dźalganw

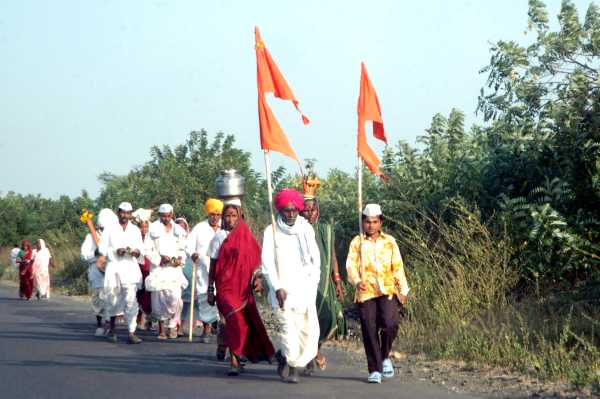
Pielgrzymi w Maharasztrze

## Święta i festiwale
- Ganeś Ćaturthi
- Mahaśiwaratri
- Kryszna Dźanmasztami
- Dasara
- Nawaratri
- Holi
- Diwali